# 自由民主黨總裁
自由民主黨總裁（日语：自由民主党総裁）是日本自由民主黨（簡稱自民黨）的政党领袖。由自由民主黨的國會議員和黨員、黨友通過選舉產生。
「总裁」的職位名稱，繼承自其前身立憲政友會和立憲民政黨（詳見其黨史）。

## 概要
55年體制建立後，自民黨長期是眾議院第一大黨，因此歷任總裁大多數時候都是日本的內閣總理大臣（首相），常稱為總理總裁。大眾媒體多直稱「總理」，僅有以黨魁身分出現在國政選舉相關節目中，或是以黨魁參選人出現於總裁選相關新聞中才會稱作「總裁」。過去曾多次提出「總理、總裁分離論」（總裁與總理大臣不兼任）但尚未實施過（後述）。
當總裁兼任內閣總理大臣時，黨務由幹事長（相當於秘書長）主持。

### 選出
引用自由民主黨則6條1項的總裁公選規程第1條規定，基本上總裁由「黨所屬國會議員、黨員、自由國民會議會員與國民政治協會會員」選出。另，黨則6條2項規定，總裁任期中空缺，且因緊急事態無法進行正規總裁選舉時，在兩院議員總會由所屬全體現職國會議員及都道府縣連合代表者投票選出。另外，黨內經協調後僅有一位新總裁候選人時，由兩院議員總會決議通過。依據總裁公選規程9條，總裁候選人須為黨所屬國會議員。

### 任期規定
黨則80條1項規定，現在總裁任期為三年。總裁任期過去曾多次變動。
1974年以後，扣除中途接任以外的任期可連任一次，2017年改為可連任兩次。
| 期間           | 任期 | 連任規定   |
| -------------- | ---- | ---------- |
| 1955年－1972年 | 2年  | 無限制     |
| 1972年－1974年 | 3年  | 無限制     |
| 1974年－1978年 | 3年  | 可連任一次 |
| 1978年－2003年 | 2年  | 可連任一次 |
| 2003年－2017年 | 3年  | 可連任一次 |
| 2017年－       | 3年  | 可連任兩次 |

1974年導入連任限制後，做滿規定任期上限的總裁有兩位。
- 中曾根康弘 - 1986年完成兩期四年任期，後依同年眾參同日選舉大勝等理由特例延長一年。共計五年。
- 小泉純一郎 - 2003年完成第一任（2年），2006年完成第二任（3年）。曾研擬採中曾根模式以特例方式延長任期但遭小泉本人拒絕。任期為兩任五年（包含中途接任期間為三任5年5個月）。

總裁沒有當選次數的限制，目前安倍晉三是唯一當選兩次的總裁。

## 權限
黨則規定之權限如下。
總則
- 作為黨的最高責任者主持黨務

人事
- 指名副總裁（日语：自由民主党副総裁）（被指名者取得黨大會同意後正式就任）
- 指名25名總務委員中的6名
- 經總務會（日语：自由民主党総務会）同意後批准幹事長、政務調査會長（日语：自由民主党政務調査会）、選舉對策委員長（日语：自由民主党選挙対策委員長）、財務委員、組織運動本部長、廣報本部長、人事委員
- 透過總務會會議委任顧問、参與、黨友、贊助員
- 從人事委員中指名人事委員長
- 推薦18名黨紀委員中的6名
- 指名役員連絡會參加者

總務會長由總務會互選產生，國會對策委員長經總務會同意後由幹事長批准。
執行
- 召集役員會並擔任議長主持會議
- 擔任選舉對策本部長、中央政治大學院（日语：中央政治大学院）總長
- 透過總務會會議召集黨大會
- 透過總務會會議設立臨時特別機關
- 透過總務會會議決定黨費金額

## 歷任總裁列表
- 粗體代表就任時為派閥領袖。若是形式上的派閥解散或退出派閥，則記載實際的所屬派閥。
- 為任期中就任首相者。
- 為自民黨在該任期失去政權的總裁。
- 為自民黨在該任期重獲政權的總裁。
- 斜體選舉名為眾參同日選舉（日语：衆参同日選挙）。
- 背景灰色代表該任期屬在野黨時期的總裁。

| 自由民主黨總裁代行委員（1955年－1956年） | 自由民主黨總裁代行委員（1955年－1956年） | 自由民主黨總裁代行委員（1955年－1956年） | 自由民主黨總裁代行委員（1955年－1956年） | 自由民主黨總裁代行委員（1955年－1956年） | 自由民主黨總裁代行委員（1955年－1956年） | 自由民主黨總裁代行委員（1955年－1956年） | 自由民主黨總裁代行委員（1955年－1956年） |
| 代                                       | 總裁代行委員                             | 總裁代行委員                             | 就任日 退任日                            | 舊所属政黨                               | 眾院選                                   | 參院選                                   | 統一地方選                               |
| ---------------------------------------- | ---------------------------------------- | ---------------------------------------- | ---------------------------------------- | ---------------------------------------- | ---------------------------------------- | ---------------------------------------- | ---------------------------------------- |
| -                                        |                                          | 鳩山一郎                                 | 1955年11月15日 1956年4月5日              | 舊民主黨                                 |                                          |                                          |                                          |
| -                                        |                                          | 緒方竹虎                                 | 1955年11月15日 1956年4月5日              | 舊自由黨                                 |                                          |                                          |                                          |
| -                                        |                                          | 三木武吉                                 | 1955年11月15日 1956年4月5日              | 舊民主黨                                 |                                          |                                          |                                          |
| -                                        |                                          | 大野伴睦                                 | 1955年11月15日 1956年4月5日              | 舊自由黨                                 |                                          |                                          |                                          |
| 自由民主黨總裁（1956年－）               |                                          |                                          |                                          |                                          |                                          |                                          |                                          |
| 代                                       | 總裁                                     | 總裁                                     | 就任日 退任日                            | 派閥                                     | 眾院選                                   | 參院選                                   | 統一地方選                               |
| 1                                        |                                          | 鳩山一郎                                 | 1956年4月5日 1956年12月14日              | 鳩山派                                   |                                          | 第4回                                    |                                          |
| 2                                        |                                          | 石橋湛山                                 | 1956年12月14日 1957年3月21日             | 石橋派                                   |                                          |                                          |                                          |
| 3                                        |                                          | 岸信介                                   | 1957年3月21日 1960年7月14日              | 岸派                                     | 第28回                                   | 第5回                                    | 第4回                                    |
| 4                                        |                                          | 池田勇人                                 | 1960年7月14日 1964年12月1日              | 池田派                                   | 第29回 第30回                            | 第6回                                    | 第5回                                    |
| 5                                        |                                          | 佐藤榮作                                 | 1964年12月1日 1972年7月5日               | 佐藤派                                   | 第31回 第32回                            | 第7回 第8回 第9回                        | 第6回 第7回                              |
| 6                                        |                                          | 田中角榮                                 | 1972年7月5日 1974年12月4日               | 田中派                                   | 第33回                                   | 第10回                                   |                                          |
| 7                                        |                                          | 三木武夫                                 | 1974年12月4日 1976年12月23日             | 三木派                                   | 第34回                                   |                                          | 第8回                                    |
| 8                                        |                                          | 福田赳夫                                 | 1976年12月23日 1978年12月1日             | 福田派                                   |                                          | 第11回                                   |                                          |
| 9                                        |                                          | 大平正芳                                 | 1978年12月1日 1980年6月12日              | 大平派                                   | 第35回 第36回                            | 第12回                                   | 第9回                                    |
| 10                                       |                                          | 铃木善幸                                 | 1980年7月15日 1982年11月25日             | 鈴木派                                   |                                          |                                          |                                          |
| 11                                       |                                          | 中曾根康弘                               | 1982年11月25日 1987年10月31日            | 中曾根派                                 | 第37回 第38回                            | 第13回 第14回                            | 第10回 第11回                            |
| 12                                       |                                          | 竹下登                                   | 1987年10月31日 1989年6月2日              | 竹下派                                   |                                          |                                          |                                          |
| 13                                       |                                          | 宇野宗佑                                 | 1989年6月2日 1989年8月8日                | 中曾根派                                 |                                          | 第15回                                   |                                          |
| 14                                       |                                          | 海部俊樹                                 | 1989年8月8日 1991年10月30日              | 河本派                                   | 第39回                                   |                                          | 第12回                                   |
| 15                                       |                                          | 宫泽喜一                                 | 1991年10月31日 1993年7月30日             | 宮澤派                                   | 第40回                                   | 第16回                                   |                                          |
| 16                                       |                                          | 河野洋平                                 | 1993年7月30日 1995年9月30日              | 宮澤派                                   |                                          | 第17回                                   | 第13回                                   |
| 17                                       |                                          | 橋本龍太郎                               | 1995年10月1日 1998年7月24日              | 小淵派                                   | 第41回                                   | 第18回                                   |                                          |
| 18                                       |                                          | 小淵惠三                                 | 1998年7月24日 2000年4月5日               | 小淵派                                   |                                          |                                          | 第14回                                   |
| 19                                       |                                          | 森喜朗                                   | 2000年4月5日 2001年4月24日               | 森派                                     | 第42回                                   |                                          |                                          |
| 20                                       |                                          | 小泉純一郎                               | 2001年4月24日 2006年9月20日              | 森派 →無派閥                             | 第43回 第44回                            | 第19回 第20回                            | 第15回                                   |
| 21                                       |                                          | 安倍晉三                                 | 2006年9月20日 2007年9月23日              | 森派                                     |                                          | 第21回                                   | 第16回                                   |
| 22                                       |                                          | 福田康夫                                 | 2007年9月23日 2008年9月22日              | 町村派                                   |                                          |                                          |                                          |
| 23                                       |                                          | 麻生太郎                                 | 2008年9月22日 2009年9月16日              | 麻生派                                   | 第45回                                   |                                          |                                          |
| 24                                       |                                          | 谷垣禎一                                 | 2009年9月28日 2012年9月26日              | 古賀派                                   |                                          | 第22回                                   | 第17回                                   |
| 25                                       |                                          | 安倍晉三                                 | 2012年9月26日 2020年9月14日              | 町村派 →細田派                           | 第46回 第47回 第48回                     | 第23回 第24回 第25回                     | 第18回 第19回                            |
| 26                                       |                                          | 菅义伟                                   | 2020年9月14日 2021年9月29日              | 无派阀                                   |                                          |                                          |                                          |
| 27                                       |                                          | 岸田文雄                                 | 2021年9月29日 2024年9月27日              | 岸田派→無派閥                            | 第49回                                   | 第26回                                   | 第20回                                   |
| 28                                       |                                          | 石破茂                                   | 2024年9月27日 現任                       | 無派閥                                   | 第50回                                   |                                          |                                          |

## 其他

### 總理總裁分離論
過去自民黨執政時總理大臣皆由總裁出任，但從權力分散、責任分擔、黨內融和等觀點下，曾多次提出總理總裁分離（總總分離）制度。著名的案例是大福戰爭時的「大平總理、福田總裁」案，但雙方協調失敗最終導致了突發解散。鈴木善幸下台後黨內提出「中曾根總理、福田總裁」案。但也在中曾根與田中角榮拒絕下展開總裁選舉。
由總裁以外的自民黨議員當選首相的例子有1957年2月25日石橋湛山總裁時代的岸信介，與1964年11月9日池田勇人總裁時代的佐藤榮作。另外，2009年9月16日的麻生總裁時代由兩院議員總會長若林正俊擔任自民黨首相候補。
不過，上述情況是由於擔任總裁的石橋、池田因身體不佳難以繼續擔任首相或自民黨總裁，已指名在之前總裁選位居第二的岸、佐藤繼任。而岸、佐藤兩人也在上任首相後一個月就任自民黨總裁。另外麻生總裁時代的若林首相候補一事，是因為眾議院總選舉大敗，自民黨議員已無法選上首相，加上麻生執行部負起總選大敗責任辭職後尚未選出繼任總裁，而採總總分離體制。
慣例上，會同時辭去總裁與首相兩個職位。

### 總理總裁的條件
黨則上，國會議員黨員皆具有總裁資格，但實際上必須要有實績才有可能當選總裁。田中角榮提出的總理總裁條件為「曾擔任黨三役中的幹事長等二役（也就是還需擔任過總務會長或政務調査會長），曾在內閣擔任外務、大藏、通產其中之二」。
但從鈴木善幸以後，多數總理總裁都未達到田中的條件。達成田中條件的自民黨議員只有安倍晉太郎、三塚博、櫻內義雄、橋本龍太郎、麻生太郎五人，而在滿足條件下就任總理總裁的只有橋本一人。相反地，海部俊樹、小泉純一郎、福田康夫未擔任過黨三役，而安倍晉三未擔任大臣職，僅任黨幹事長。
自民黨歷任總裁中，就任時間最長的五人（池田勇人、佐藤榮作、中曾根康弘、小泉純一郎、安倍晉三）中，沒有一人達到田中的條件（若加上自民黨前身的自由黨時代則有池田勇人與佐藤榮作達成條件）。田中在洛克希德事件獲判無罪後謀求重返權力核心，提出該條件企圖阻止三角大福引導的世代交替，並支持比自己更為年長的鈴木善幸（僅擔任過總務會長）以及與自己同年的中曾根（未任外相與藏相）。
不在條件內的內閣官房長官在當時已是內閣要職，但田中為了壓制田中派內竹下登等世代交替的聲浪，加上自身未任內閣官房長官因而不列入條件。2000年以後，特別是沒有副總理時，官房長官慣例上為內閣總理大臣臨時代理的第一位事前指定者。另外，中央省廳再編時新設，管轄繼承部分官邸機能的巨大省廳總務省的總務大臣，也是田中時代不存在的職位。
以自民黨總裁身分重複立候補的只有在2000年眾院選石川2區大勝的森喜朗（以總理大臣身份重複立候補的有森與民主黨政權時代的野田佳彥。森在小選舉區比例代表並立制導入以後，於1996、2000、2003、2005、2009年連續五屆重複立候補但都在小選舉區中獲勝）。小泉總裁時代的2005年眾院選，自民黨神奈川縣連會長河野太郎以能提升自民黨票比例為由，提出讓小泉於比例南關東區與神奈川第11區重複立候補，但因公職選舉法問題而放棄。

### 備註
1. ↑  1956年4月5日以前由總裁代行委員代行總裁職。

## 外部連結
- 自由民主黨 （页面存档备份，存于）